# Aciagrion gracile
Aciagrion gracile là một loài chuồn chuồn kim thuộc họ Coenagrionidae. Loài này có ở Angola, Botswana, Bờ Biển Ngà, Gambia, Malawi, Mozambique, Nigeria, Tanzania, Uganda, Zambia, Zimbabwe, và có thể cả Kenya. Môi trường sống tự nhiên của chúng là rừng khô nhiệt đới hoặc cận nhiệt đới, xavan khô, xavan ẩm, sông ngòi, sông có nước theo mùa, đất ngập nước với cây bụi là chủ yếu, đầm lầy, đầm nước ngọt, và đầm nước ngọt có nước theo mùa.